# René Millet (1849-1919)
Pour les articles homonymes, voir René Millet et Millet.
René Millet, de son nom complet René Philippe Millet, né le 14 novembre 1849 à Paris et mort le 30 novembre 1919 à Paris, est un diplomate et fonctionnaire de l'administration coloniale française.
Résident général de France en Tunisie de 1894 à 1900, il met en place la politique de colonisation des terres qui reste en application durant tout le protectorat français. Malgré l'hostilité des représentants des gros colons, qui lui reprochent sa politique trop favorable aux Tunisiens, il mène à bien ses réformes qui permettent de développer les infrastructures dans le pays ainsi que l'enseignement chez les enfants tunisiens.

## Biographie

### Débuts dans la carrière diplomatique
Fils de Philippe Auguste Millet, avocat à la cour d'appel de Paris, et d'Adélaïde Belloc (remariée en secondes noces à Charles Ballot, fille de Jean-Hilaire Belloc), René Millet naît à Paris en 1849. Il obtient une licence ès lettres en 1868 puis une licence de droit en 1870. Engagé volontaire pendant la guerre franco-allemande de 1870, il termine comme lieutenant du deuxième régiment d'artillerie de la territoriale. Il entre en 1871 comme employé au ministère du Commerce puis devient directeur du Commerce extérieur. Secrétaire de la délégation dirigée par Jules Ozenne, chef de service lors d'un accord commercial avec la Belgique en avril-mai 1872, il est rédacteur en 1873 puis attaché à la section française de l'Exposition universelle de 1876 à Philadelphie. Durant cette période, il est chargé de la publication des documents relatifs à la commission de la marine marchande en 1874, ainsi que du secrétariat de la Commission pour le développement extérieur. C'est à cette époque qu'il publie un certain nombre d'articles dans différentes revues.
Il est nommé sous-préfet de troisième classe en 1877, puis de première classe en 1878 pour devenir secrétaire général du département de Seine-et-Oise en 1879. Quittant le ministère de l'Intérieur, il est intégré aux Affaires étrangères comme chef de cabinet et secrétaire du ministre le 30 septembre 1880, puis comme sous-directeur le 15 juillet 1881. Il passe à la direction politique le 15 octobre 1881 et au contentieux le 15 février 1882. Il est alors mis à la disposition des Affaires politiques le 13 janvier 1883. Le 15 juin de la même année, il est sous-directeur du service politique Amérique et accède au poste d'envoyé extraordinaire et de ministre plénipotentiaire à Belgrade le 12 octobre 1885. C'est à cette époque qu'il entretient avec Gabriel Hanotaux une correspondance qui se prolonge jusqu'en 1900.
Trois ans plus tard, le 27 novembre 1888, il est nommé à Stockholm en remplacement de Camille Barrère. Il y est accrédité le 19 avril 1894 comme ministre plénipotentiaire de première classe. Mais il s'ennuie dans la capitale suédoise très éloignée des capitales qui comptent dans le monde politique. Il demande à rejoindre l'ambassade de Munich en 1893 mais le poste a déjà été pris. Au début de l'année 1894, il commence à montrer son intérêt pour l'Afrique en écrivant un article ayant pour titre La question coloniale. La nomination de son ami Hanotaux au poste de ministre des Affaires étrangères le 30 mai 1894 lui apporte le soutien politique qui lui manquait et il n'oublie pas de le remercier le 14 septembre : « Je suis très heureux d'aller à Tunis et, quelle que soit la décision du gouvernement, je vous remercie vivement d'avoir pensé à moi ». Le 14 novembre de la même année, il est nommé résident général de France en Tunisie.

### Résident général de France en Tunisie
Le pays qu'il découvre est en plein bouleversement, treize ans après la conquête et l'instauration du protectorat français. Les problèmes administratifs, économiques et judiciaires sont en voie de résolution grâce aux réformes engagées par ses prédécesseurs. Loin de remettre en cause les travaux de ces derniers, le nouveau résident général les poursuit dans le même esprit.

#### Réformes fiscales
La situation financière désastreuse avait été l'une des principales causes de l'instauration du protectorat. Millet poursuit donc la réorganisation du système fiscal engagée par ses prédécesseurs. De nombreuses taxes sur les produits agricoles et industriels sont baissées pour encourager leur production (fruits et légumes, dattes, cuirs, beurre, alfa, huile d'olive, savon, céréales et bétail). La dîme sur les céréales (achour) est ainsi diminuée des neuf dixièmes sur les terres cultivées avec des charrues dites « françaises » qui permettent de meilleurs rendements. La taxe sur le bétail est diminuée sur la viande abattue légalement dans un souci d'hygiène.
L'ancienne corvée due par les Tunisiens est remplacée par un impôt des prestations le 12 avril 1897, qui limite à quatre par an le nombre de jours de travail qui peuvent être imposés à chaque habitant pour l'entretien des routes, impôt qui peut également être réglé en nature ou en argent. Cet impôt est remplacé le 10 mars 1898 par une taxe dite « de route » pour les contribuables non tunisiens.

#### Travaux publics
Les grands chantiers commencés avant l'arrivée de Millet en Tunisie voient leur achèvement pendant sa présence. La voie ferrée entre Gafsa et Sfax entre en service en 1897, ce qui permet l'exportation des minerais de phosphates extraits dans la région. Le réseau routier passe de 550 kilomètres en 1890 à 2 200 kilomètres en 1901. La construction des derniers phares se termine en 1895, achevant l'éclairage de la quasi-totalité de la côte tunisienne.
Le TGM, unique compagnie de chemin de fer n'appartenant pas à une entreprise française, est racheté le 29 juin 1898 par le gouvernement tunisien et son exploitation confiée à la Compagnie des chemins de fer Bône-Guelma.
Des grands travaux d'urbanisme sont par ailleurs entrepris à Tunis :
- Ouverture des avenues de Paris et de Carthage ;
- Achèvement du parc du Belvédère ;
- Construction de l'hôpital civil français ;
- Construction du nouveau collège Sadiki.

En hommage au responsable de l'instauration du protectorat, une statue de Jules Ferry est également inaugurée le 10 avril 1899 en présence de Théophile Delcassé, ministre des Affaires étrangères. Millet note dans sa correspondance à cette occasion : « Il s'agit du premier monument élevé sur le sol tunisien depuis la chute de l'Empire romain ».

#### Extension de la colonisation française
Pour trouver des terres à proposer aux colons français, le décret du 13 janvier 1896 place dans le domaine de l'État « les terres vaines et vagues, et généralement tous les immeubles que la loi musulmane comprend sous la désignation de terres mortes ». De multiples mesures sont mises en place pour inciter de nouveaux migrants français à venir s'établir en Tunisie : des tournées de promotion sont effectuées en France, on édite des manuels à destination des candidats et des billets de passage à tarif réduit sont proposés à tous ceux qui veulent venir s'établir. Le succès est mitigé car, de crainte de répéter les erreurs commises en Algérie, la campagne de promotion insiste sur la nécessité de disposer de fonds importants, ce qui ne peut attirer que peu de monde. Il est alors décidé de créer une caisse spéciale dite de « colonisation et de remploi domanial » mise en place par le décret du 1er décembre 1897. Alimentée par les excédents budgétaires et les ventes de lots domaniaux, elle est utilisée pour racheter des propriétés à des vendeurs particuliers afin de les remettre en vente sous forme de lots de colonisation.
Des facilités de paiement sont accordées aux acheteurs français qui peuvent occuper leur terrain après avoir versé la moitié du montant avec un minimum de 1 000 francs. Le surplus se divise en deux termes égaux : l'un payable trois ans après l'entrée en jouissance et le dernier après la quatrième année, le tout sans intérêt. Si le terrain est occupé par des locataires tunisiens, une clause précise que l'acquéreur « est tenu pendant cinq ans de ne pas demander aux locataires indigènes un prix plus élevé que celui qu'ils payaient au domaine ».
C'est le lancement de la « colonisation officielle » qui décide beaucoup d'immigrants français à tenter leur chance, alléchés par des prix d'achat plus bas que dans la métropole. Mais, contrairement à l'Algérie, il n'y aura jamais de concession gratuite. La politique de colonisation initiée par Millet ne sera jamais modifiée.

#### Affrontement avec la colonie française
Pendant toute la durée de sa carrière en Tunisie, comme ses prédécesseurs, René Millet doit faire face à l'hostilité des représentants de la colonie française emmenés par Victor de Carnières. Favorables à l'annexion de la Tunisie, qui permettrait à leurs relations parisiennes de relayer efficacement leurs exigences, ils voient dans le résident général le principal obstacle à la réalisation de leurs désirs.
Le traité du Bardo signé en 1881 avait garanti les privilèges de toutes les nations européennes qui avaient signé des accords avec la régence de Tunis. Tous ces accords sont renégociés par Millet pour tenir compte de la nouvelle prééminence française. Fort de l'importance de la population italienne en Tunisie, le gouvernement de la péninsule n'accepte qu'en 1896 de négocier une nouvelle convention, qui est signée le 8 septembre. Celle-ci reconnaît à la population italienne une place particulière dans le pays puisqu'elle continue à bénéficier de toutes les administrations italiennes (écoles, consulats, hôpitaux, etc.) mises en place sans jamais relever des administrations françaises, contrairement aux autres nationalités. Cette convention régira le statut des Italiens jusqu'au 10 juin 1940. Mais l'une des conséquences de tous ces traités signés avec les pays européens est l'augmentation de la fiscalité pour compenser la baisse de revenus des taxes d'importation des produits étrangers.
Cependant, le principal reproche adressé à Millet est son « arabophilie » insupportable pour tous ceux qui considèrent que seul leur travail mérite d'être pris en considération. On lui reproche de continuer la politique de ses prédécesseurs en ouvrant des écoles franco-arabes pour développer l'enseignement chez les enfants tunisiens. Victor de Carnières écrit ainsi dans son journal La Tunisie française : « Plus l'indigène est instruit, plus il nous déteste. Nos pires ennemis sont ces jeunes gens des familles bourgeoises que la direction de l'Enseignement a élevés à la française… Si jamais il y a une révolte en Tunisie, ce sont eux que nous verrons à la tête des insurgés ».
On lui reproche également d'avoir soutenu l'initiative de Béchir Sfar qui crée la Khaldounia en 1896. Cette société organise des cours et des conférences portant sur les matières scientifiques et littéraires tout en encourageant l'ouverture de bibliothèques. À partir du 12 novembre 1898, un diplôme de connaissances pratiques sanctionne cet enseignement avec la possibilité d'être prioritaire pour certains emplois réservés aux Tunisiens musulmans, tel qu'amine, expert ou syndic,.
Enfin, en 1900, c'est avec l'aide de sa femme qu'il tente de remédier aux réticences des familles tunisiennes à accepter la scolarisation de leurs filles en ouvrant, rue du Pacha, la première école de filles.
Mais c'est avec l'affaire du marquis de Morès que ses adversaires vont finir par avoir gain de cause.

#### Affaire du marquis de Morès
En mars 1896, Antoine de Morès arrive à Tunis et y annonce son intention d'organiser une caravane en direction du Soudan pour s'opposer à la pénétration coloniale anglaise. Face à l'opposition du résident général et de son directeur des Affaires militaires musulmanes, le colonel Rébillet, il les rassure en leur écrivant le 23 avril 1896 qu'il compte rejoindre la Tripolitaine en passant par l'Algérie. En fait, il part de Gabès avec une caravane de vingt chameliers et quarante chameaux et se dirige vers Kébili en compagnie d'un interprète tunisois, Abdelhak el-Ouertani. Il tombe dans une embuscade le 6 juin au puits d'El Ouatia et meurt assassiné avec son interprète. Les dépouilles sont ramenées à Tunis le 13 juillet mais on soupçonne déjà le résident général de complicité par son inaction. Une enquête est ouverte qui identifie les coupables comme étant des membres de la tribu des Ouled Slimian attirés par les sommes d'argent que le marquis avait sur lui. Les organisateurs, Béchaoui Ben Cheffaou et Ahmed Oueghzane, ont trouvé refuge en Tripolitaine ainsi que les frères Doukhen chez qui on retrouve la carabine et le revolver de la victime. Les autorités turques refusent toutefois d'intervenir.
Une instruction judiciaire est ouverte et des comparses restés en Tunisie sont arrêtés. Mais, en 1898, la veuve de Morès dépose plainte à Paris contre Millet et Rébillet qu'elle accuse de n'avoir pas protégé son mari. Sa version est reprise le 6 mars 1899 par le journal L'Écho tunisien. C'est un ancien député, Jules Delahaye, qui est venu incognito en Tunisie monter sa propre enquête dont il a confié les conclusions aux journalistes et à la veuve. Il en profite pour se déclarer conseiller de cette dernière qui a pris Jules Auffray pour avocat.
Ces affirmations ne sont pas suffisantes pour relancer l'instruction, la lettre écrite par Morès le 23 avril 1896 justifiant la conduite de Millet et Rébillet, mais la campagne de presse est relayée à la Chambre des députés par les adversaires du résident général. Le député André Berthelot interpelle le gouvernement sur « le désaccord permanent entre la population française et le résident général » en ajoutant que « le mot d'ordre des colons français est de réclamer pour eux la situation de l'arabe le plus favorisé ».
Face à de telles attaques, René Millet est rappelé d'urgence à Paris le 15 novembre 1900 et remplacé précipitamment par le sous-directeur des protectorats, Georges Benoit, en attendant que son remplaçant Stephen Pichon puisse se libérer et arriver à Tunis.

### Après la Tunisie
Dès son arrivée en France, il est mis en disponibilité avec rang d'ambassadeur. En mars 1901, il tente en vain de se faire élire député sous l'étiquette de l'Alliance républicaine démocratique.
Le 18 décembre 1902, il passe devant une commission de discipline, le Comité des services extérieurs. On lui reproche un article anonyme qu'il a fait paraître dans la Revue politique et parlementaire, dans lequel il accusait le gouvernement de n'avoir pas respecté les termes du traité franco-siamois. La sentence est sévère : René Millet est révoqué et mis à la retraite d'office à 53 ans. Il meurt à Paris le 5 décembre 1919.
De 1907 à 1919, il est conseiller général du canton de Marly-le-Roi.

### Vie privée
Il épouse Louise Urbain, nièce de l'académicien Gaston Paris, le 19 février 1879. Ils ont quatre garçons. L'aîné, Philippe (1880-1923), ancien élève de l'École normale supérieure, agrégé de philosophie et homme de lettres, est le père de René Millet (1910-1978), officier de marine puis diplomate, compagnon de la Libération. Ce dernier a épousé en premières noces, en 1942 à Londres, Isabel "Nadejda" de Bragance (1910-1946), fille de Miguel de Bragance, duc de Viseu, et d'Anita Stewart, et arrière-petite-fille du roi Michel Ier de Portugal. Ils n'ont pas eu d'enfants ensemble.
L'épouse de René Millet, Louise Millet, laisse son nom à la première école de filles musulmanes ouverte à Tunis en 1900 en hommage au combat qu'elle mena pour obtenir son ouverture. Malgré son départ de Tunisie, elle continue à suivre de près l'évolution politique du pays. Ainsi en juin 1920, malgré le décès de son mari quelques mois plus tôt, elle organise une réception chez elle pour accueillir les délégués du parti nationaliste Destour venus présenter leurs revendications au gouvernement français. Ceux-ci peuvent ainsi nouer des contacts utiles avec les parlementaires et les journalistes invités ce jour-là.

## Distinctions
- L'Académie française lui décerne le prix Bordin en 1888 et le prix Botta en 1891.
- René Millet est nommé chevalier de la Légion d'honneur le 11 juillet 1883, promu au grade d'officier le 29 décembre 1891 avant de devenir finalement commandeur le 14 décembre 1900[1].

## Publications
- « Le parti radical en Angleterre : un manifeste de M. Stuart Mill », Revue des Deux Mondes,‎ 15 février 1872, p. 932-959 (lire en ligne).
- « Analyse du code électoral belge », Annuaire de la Société de législation comparée,‎ 1873.
- « Vie et idées de Stuart Mill », La Revue politique et littéraire,‎ janvier 1874.
- « Hypothèque maritime dans les différents pays », Bulletin de la Société de législation comparée,‎ février 1874.
- « La marine marchande et la surtaxe de pavillon », Revue des Deux Mondes,‎ 15 avril 1874.
- « Charte municipale de la ville de New York », Annuaire de la Société de législation comparée,‎ 1874.
- « Progrès de la centralisation administrative en Angleterre », Bulletin de la Société de législation comparée,‎ juin 1875.
- « L'affaire du Siam », Revue politique et parlementaire,‎ décembre 1902 (lire en ligne).